# Rafael Amargo
Jesús Rafael García Hernández, más conocido como Rafael Amargo (Valderrubio, Granada, 3 de enero de 1975), es un bailarín y coreógrafo español.

## Biografía
Es conocedor de las esencias más puras del flamenco, al tiempo que ha asimilado otro tipo de tendencias coreográficas, como las enseñanzas en la escuela de Martha Graham durante su estancia en Nueva York. Sus coreografías, a veces muy cercanas al baile contemporáneo, nunca pierden el punto de referencia de la esencia del flamenco.
Admirador de Antonio Gades y reivindicador de la compañía de baile, y del concepto teatral y escénico del flamenco, esto no le ha impedido bailar en los tablaos o investigar el entorno de la danza contemporánea.
Rafael Amargo y sus espectáculos han recibido reconocimientos entre los que destacan cuatro Premios Max de las Artes Escénicas: dos por Amargo, uno por Poeta en Nueva York y uno por El amor brujo; el Premio Positano Leonide Massine de la Danza como bailarín y coreógrafo o el Premio Premio (Asociación de profesores de Danza Española y Flamenco de España), junto a Antonio Gades y Matilde Coral. Además, el público le ha concedido el premio al Mejor espectáculo de Danza de El País de las Tentaciones por Amargo (2000) y Poeta en Nueva York (2002), que también fue elegido como Mejor espectáculo de la Década.
Durante laprimera gira por Europa en la que la cantante Gala presentó su primer álbum, estuvo acompañada por flamenco Rafael Amargo,cuando esté tenía 22 años. Principalmente para la puesta en escena de Come into my life, cuya coreografía está basada en el flamenco. 
Amargo acompañó a Gala en importantes eventos internacionales, como el Midem de Cannes. La relación entre ambos se ha mantenido con los años. En muchas ocasiones, la cantante ha seguido incluyendo en sus conciertos las coreografías del bailarín español.

## Estilo
Sus coreografías pueden considerarse como actuales y tradicionales simultáneamente. Es clara la referencia al flamenco, pese a que en muchas ocasiones se encuentra más próximo a la danza contemporánea.

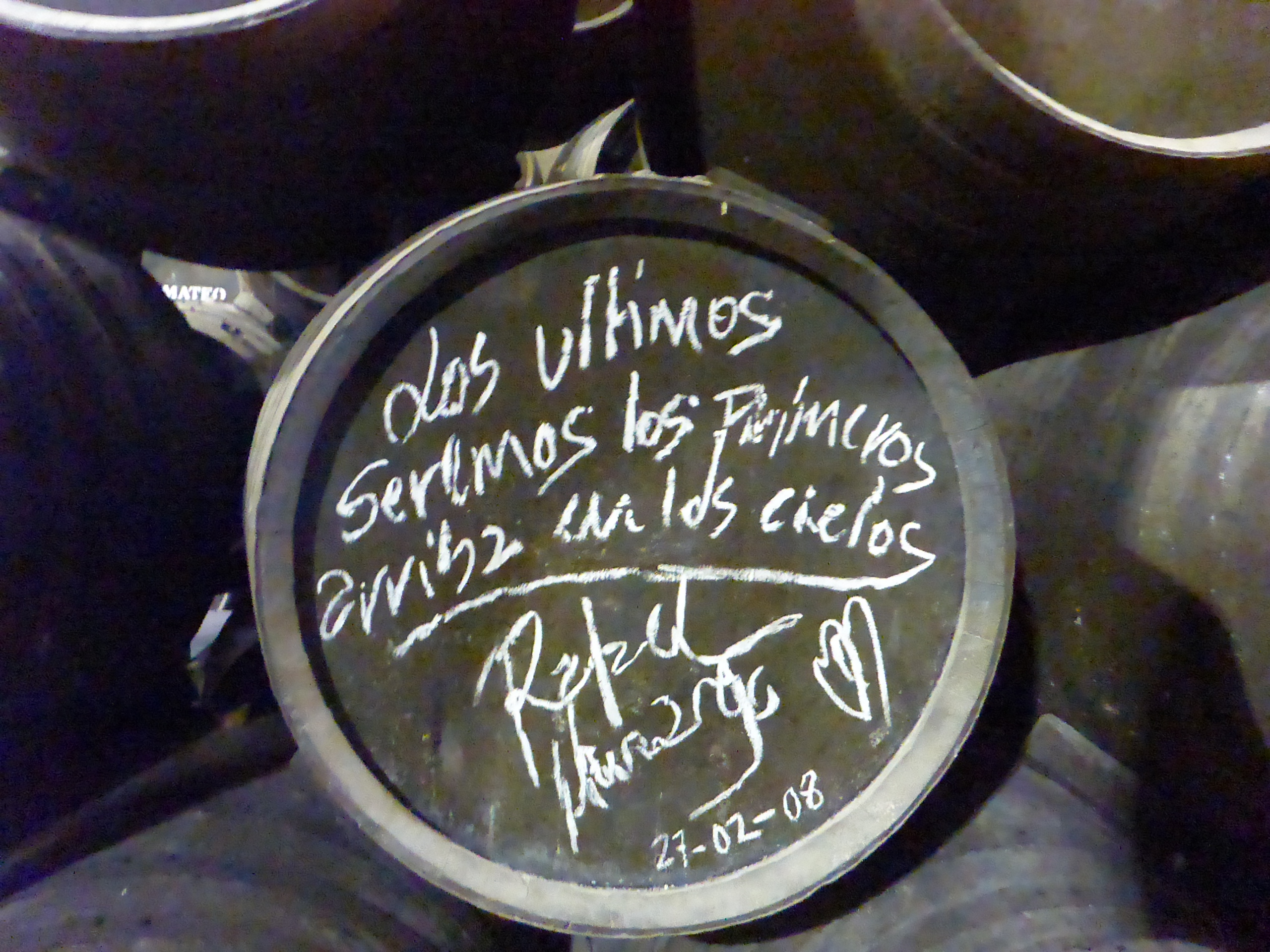
Firma en barril

Trata de enlazar el baile con otras artes, como las artes visuales y las artes plásticas, y con frecuencia colabora con pintores (Luis Gordillo), escultores (Esperanza d'Ors) o fotógrafos (Bruce Weber, Christopher Makos).

### Carrera artística
En 1997 crea la Compañía Rafael Amargo, con el estreno de La Garra y el Ángel en el Círculo de Bellas Artes de Madrid, teniendo como artista invitada a Eva Yerbabuena. Este espectáculo se presenta luego en Granada y en el Festival Flamenco de Jerez.
No será hasta 1999 cuando Rafael Amargo, con el estreno de Amargo, en el Teatro Bellas Artes de Madrid, consigue el reconocimiento de la crítica y el público. Amargo, con vestuario del diseñador Juan Duyos, recorre España los años siguientes y se presentará en dos ocasiones más en Madrid, en el Centro Cultural de la Villa y en el Teatro Lope de Vega.
En 2002 estrena Poeta en Nueva York, inspirado en el libro de poemas de Federico García Lorca, en el teatro Lope de Vega de Madrid. Una producción en la que incorpora por primera vez los audiovisuales y otros estilos coreográficos como el contemporáneo y el folk, y que cuenta con la colaboración de Marisa Paredes, Cayetana Guillén Cuervo y Joan Crosas recitando a Lorca. En el mismo año participó en el segundo videoclip del primer disco debut de la cantante española Rosa López, Rosa, con el tema «A solas con mi corazón».
En 2003 recibe el encargo de la Quincena Musical de San Sebastián de dirigir y coreografiar El Amor Brujo (Gitanería 1915), de Manuel de Falla, la versión menos representada de la obra, que se estrena en la cueva de Zugarramurdi. El resultado es una versión contemporánea a partir del respeto a la partitura, libreto y orquestación, que se representa con música en directo.
Enramblao (2004) es el siguiente espectáculo de Rafael Amargo, un homenaje a las grandes ciudades a través de las Ramblas de Barcelona. Enramblao, el espectáculo más representado de Rafael Amargo, estuvo en cartel en Madrid cuatro meses. También incorpora una importante parte audiovisual dirigida, como en el caso de Poeta, por el director de cine Juan Estelrich.
En 2005, quinto centenario de la publicación de la primera parte del Quijote, Rafael Amargo crea DQ...Pasajero en tránsito, junto a Carlos Padrissa (La Fura dels Baus), inspirado el personaje de Cervantes con estética de videojuego. La narración del espectáculo corre a cargo de Fernando Fernán Gómez. DQ se representa en numerosos festivales, como el Festival Castell de Perelada, Quincena Musical de San Sebastián, Festival Internacional de Música y Danza de Granada, Festival Somontano, Festival Clásicos en Alcalá y Festival Béjar Ciudad Cervantina, entre otros, además de hacer temporada en Madrid (Teatro Gran Vía) y Barcelona (Teatre Tívoli).
En diciembre de 2006 estrena en el Kursaal de San Sebastián el espectáculo Tiempo muerto. En él Rafael Amargo vuelve a las raíces flamencas y a la esencia del baile. Con este espectáculo conmemora el décimo aniversario de la compañía. La música original es de Juan Parrilla y Flavio Rodrigues, y las letras del propio Rafael Amargo. El vestuario ha sido diseñado por Amaya Arzuaga y la iluminación por Nicolás Fischtel. Tiempo muerto se ha representado en numerosas ciudades españolas y ha hecho temporada en Madrid y Barcelona.
En 2007 dirigió la gala de elección de la reina del Carnaval de Santa Cruz de Tenerife, por la que recibió numerosas críticas negativas.
Rafael Amargo ha estrenado en el West End londinense la coreografía del musical del Zorro, con música de Gipsy Kings y John Cameron (Los miserables), dirección de escena de Christopher Renshaw (director en West-End de musicales como El rey y yo o We will rock you), de la que es coproductora la escritora Isabel Allende. Ha sido nominado a los Lawrence Olivier Awards como Mejor Coreógrafo de Teatro por su trabajo en este musical.
En 2008 participa como jurado y profesor de expresión corporal en el programa francés Star Academy, a través del cual consigue una gran popularidad en los países francófonos.
A finales de 2008 estrena en el Teatre Tívoli de Barcelona un nuevo espectáculo, Enramblao 2, una segunda parte del espectáculo de 2004 en el que a través de una multiplicidad de géneros (flamenco, break-dance, acrobacia, circo, music hall) rinde homenaje a la ciudad de Barcelona, y por extensión a las grandes urbes. El espectáculo consigue magníficas críticas

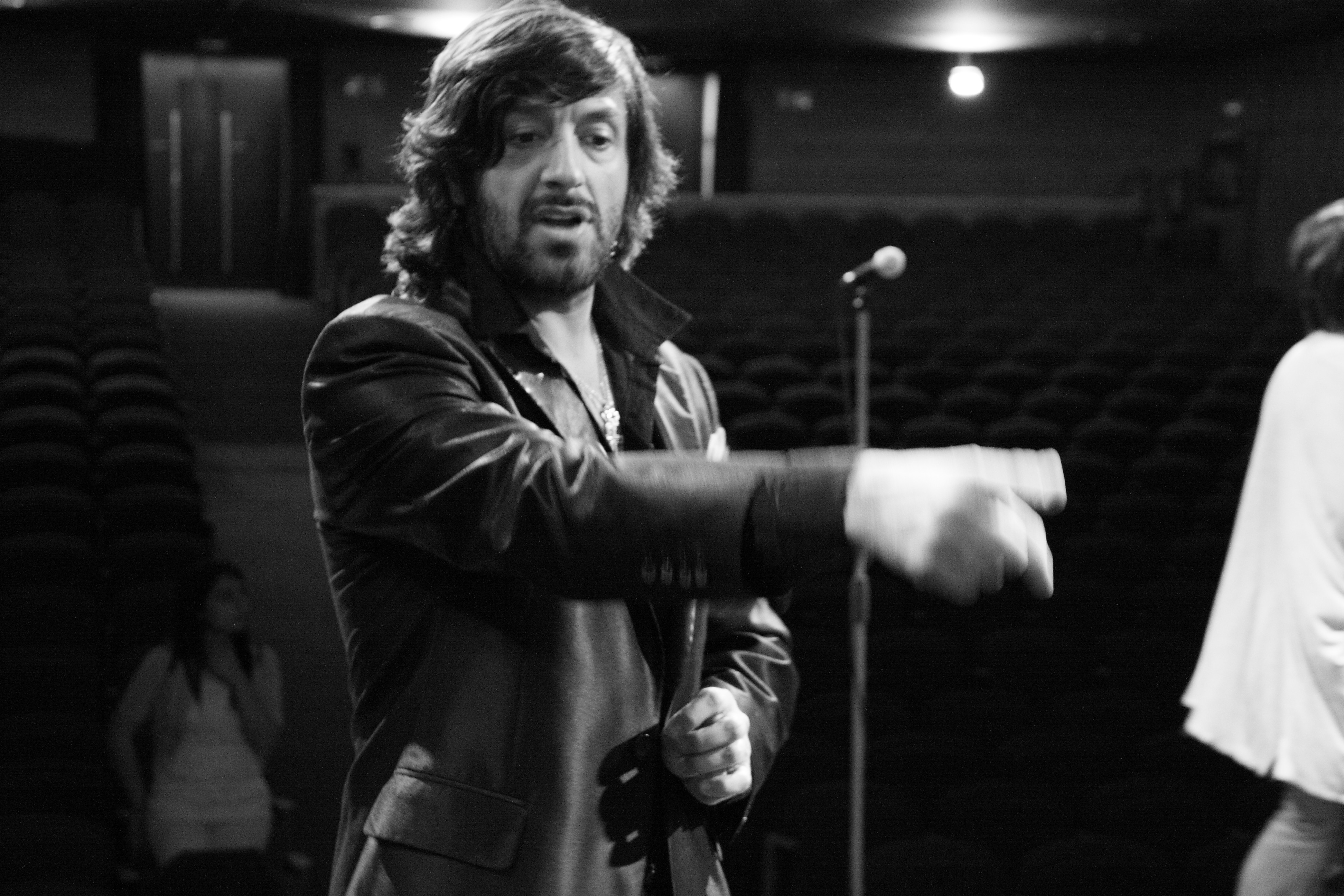
Backstage del espectáculo Ópera y Flamenco, Barcelona 2014

A lo largo de 2010, tras varios meses de ensayo, en mayo, presenta en Granada, una forma de concebir el flamenco unido a las bicicletas BMX, llamado Flamenco Flatland, que consiguió unir el arte del flamenco con las piruetas de las bicicletas, patrocinándolo Red Bull.
En 2013 interviene como concursante en el reality show de Cuatro Expedición imposible
En 2016, participa en Top Dance en Antena 3 como miembro del jurado y también es condecorado con la Medalla de Oro del Mérito a las Bellas Artes de España.
En febrero de 2018 se le otorgó la Medalla de Andalucía.

## Polémica

### Entrevista en Socialité
En el año 2018, se vio envuelto en una polémica tras declarar en una entrevista: "soy bisexual, no maricón ni gay". Añadió que no le gustaba que nadie llamase a otra persona "maricón" por ser una palabra despectiva, porque "un maricón es un terrorista, un pederasta, un hijo de puta, un ladrón, alguien que haga algo mal".
El equipo de Socialité, el medio que realizaba la entrevista, le restó importancia, ya que el propio Amargo había asegurado que él era el primero en apoyar el colectivo gay.